# Mogiła Ludwika Topór-Zwierzdowskiego
Mogiła z powstania 1863 r. mjra Ludwika Topór-Zwierzdowskiego – zabytkowa mogiła założona w drugiej połowie XIX wieku, znajdująca się w Opatowie. Usytuowana jest przy skrzyżowaniu ulic Mickiewicza i 1-go Maja. Związana jest z bitwą rozegraną w okolicach miasta w czasie powstania styczniowego. Na mogile postawiono kamień narzutowy, na którym znajduje się tablica z napisem: Tu spoczywa powstaniec mjr Ludwik Topór-Zwierzchowski dca dyw. krakowskiej, stracony 23.II.1864 r. na rynku w Opatowie.